# Dracaena bueana
Dracaena bueana är en sparrisväxtart som beskrevs av Adolf Engler. Dracaena bueana ingår i släktet dracenor, och familjen sparrisväxter. Inga underarter finns listade i Catalogue of Life.